# Roșiile
Roșiile es una comuna ubicada en el distrito Vâlcea, Rumania.

## Superficie
Posee una superficie de 68,88 kilómetros cuadrados.

## Demografía
Hasta 2021 la población era de 2247 habitantes, con una densidad de población de 32,62 habitantes por kilómetro cuadrado.